# Zorzines semililacina
Zorzines semililacina är en fjärilsart som beskrevs av Inoue 1992. Zorzines semililacina ingår i släktet Zorzines och familjen nattflyn. Inga underarter finns listade i Catalogue of Life.